# 1955-ös finn labdarúgó-bajnokság (első osztály)
Az 1955-ös finn labdarúgó-bajnokság (Mestaruussarja) a finn labdarúgó-bajnokság legmagasabb osztályának huszonötödik alkalommal megrendezett bajnoki éve volt. A pontvadászat 10 csapat részvételével zajlott. A bajnokságot a KIF Helsinki csapata nyerte.

## Bajnokság végeredménye
| #  | Csapat             | M  | Gy | D | V  | RG | KG | Pont |
| -- | ------------------ | -- | -- | - | -- | -- | -- | ---- |
| 1  | KIF Helsinki (B)   | 18 | 9  | 7 | 2  | 36 | 19 | 25   |
| 2  | Haka Valkeakoski   | 18 | 10 | 3 | 5  | 41 | 27 | 23   |
| 3  | VIFK Vaasa         | 18 | 7  | 7 | 4  | 38 | 22 | 21   |
| 4  | KuPS Kuopio        | 18 | 7  | 6 | 5  | 38 | 21 | 20   |
| 5  | VPS Vaasa          | 18 | 7  | 5 | 6  | 28 | 24 | 19   |
| 6  | KTP Kotka          | 18 | 5  | 7 | 6  | 32 | 24 | 17   |
| 7  | Pyrkivä Turku      | 18 | 7  | 3 | 8  | 27 | 37 | 17   |
| 8  | HJK Helsinki (O)   | 18 | 5  | 5 | 8  | 35 | 35 | 15   |
| 9  | TuTo Turku (O) (R) | 18 | 6  | 3 | 9  | 26 | 36 | 15   |
| 10 | KoRe Kotka (K)     | 18 | 3  | 2 | 13 | 23 | 79 | 8    |

## Külső hivatkozások
- Hivatalos honlap (finnül)
- Finnország – Az első osztály tabelláinak listája az RSSSF-en (angolul)